# Гибель ленинградских детей на станции Лычково
Гибель ленинградских детей на станции Лычково — трагедия, произошедшая 18 июля 1941 года на железнодорожной станции Лычково Лычковского (ныне Демянского) района Ленинградской (ныне Новгородской) области.

## Хронология событий
Первая волна эвакуации жителей из Ленинграда началась 29 июня 1941 года и производилась в Демянский, Молвотицкий, Валдайский и Лычковский районы тогдашней Ленинградской области в связи с тем, что в первые дни и недели Великой Отечественной войны руководящие круги Советского Союза считали, что опасность Ленинграду угрожает со стороны Финляндии, из-за чего, как позднее стало ясно, людей ошибочно эвакуировали прямо к линии фронта.
Вечером 17 июля 1941 года на первый путь станции Лычково прибыл один из эвакуационных поездов. Во время пути составы с эвакуирующимися пополнялись всё новыми и новыми детьми из ближайших к дороге населённых пунктов, из-за чего данный состав к моменту прибытия на одну из предыдущих остановок, станцию Старая Русса, насчитывал уже 12 вагонов-теплушек, в которых находилось около 2000 детей, сопровождающих их педагогов и медицинских работников. На станции Лычково поезд ожидал подхода очередной группы детей из Демянска, которые прибыли после полудня 18 июля. Примерно в то же время на второй путь прибыл санитарный поезд, из которого стали выходить легкораненые красноармейцы и санитарки, чтобы пополнить запасы продовольствия на привокзальном рынке.

Мальчишки угомонились, только заняв места за столами. А мы отправились к своему вагону. Одни залезли на нары отдыхать, другие рылись в своих вещах. Мы, восемь девочек, стояли в дверях.

— Самолёт летит, — сказала Аня, — наш или немецкий?

— Скажешь тоже — «немецкий»… Его утром сбили.

— Наверное, наш, — добавила Аня и вдруг закричала: — Ой, смотрите, из него что-то сыплется…

От самолёта отделяются и косой цепочкой скользят вниз небольшие чёрные зерна. А дальше — всё тонет в шипении, и грохоте, и дыме. Нас отшвыривает от дверей на тюки к задней стенке вагона. Сам вагон трясётся и качается. С нар валятся одежда, одеяла, сумки… тела, и со всех сторон со свистом что-то летит через головы и вонзается в стены и в пол. Пахнет палёным, как от пригоревшего на плите молока.

Евгения Фролова 

«Лычково, 1941 год»
 журнал «Нева» 2007, № 8

Из Справки об эвакуации ленинградских детей из юго-восточных районов области. От 29.07.1941 г.

…
На ст. Лычково в момент подготовки и посадки детей в эшелон был произведён внезапный налёт (без объявления воздушной тревоги). Одиночный немецкий бомбардировщик сбросил до 25 бомб, в результате чего разбито 2 вагона и паровоз из детского эшелона, порвана связь, разрушены пути, убит 41 чел., в том числе 28 ленинградских детей, и ранено 29 чел., в том числе 18 детей. Список пострадавших прилагаю /список не публикуется/ После налёта сразу же были приняты меры, и находившиеся в посёлке дети, свыше 4000 чел., были рассредоточены по лесу и кустарникам. Через 1 час после первой бомбёжки была объявлена воздушная тревога, и появившиеся 4 немецких бомбардировщика подвергли вторично бомбёжке и пулемётному обстрелу Лычково. Благодаря принятым мерам никто из детей во время второй бомбёжки не пострадал…

Очевидец этих событий, в последующем известный писатель Валентин Динабургский, описывает последствия бомбёжки так:
Фрагменты детских тел висели на телеграфных проводах, на ветвях деревьев, на кустарниках. Стаи ворон, чуя поживу, с гвалтом кружили над местом трагедии. Солдаты собирали изуродованные тела, быстро начавшие разлагаться под влиянием жары. От смрада тошнило и кружилась голова.
Через пару дней на Лычково нахлынули матери несчастных жертв. Простоволосые, растрёпанные, они метались между путей, искорёженных взрывами бомб. Они незряче бродили по лесу, не обращая внимания на минные поля, и подрывались на них... Неудивительно, что некоторые тронулись разумом. Меня одна женщина, улыбаясь, спрашивала: не встречал ли я её Вовочку? Она только сейчас вела его в детсадик и оставила вот здесь... Зрелище страшное: истерики, вопли, обезумевшие глаза, растерянность, безысходность...В. Динабургский. В полях почернели ромашки... — Брянск: Кириллица, 2004.
Детей похоронили в братской могиле в селе Лычково, в одной могиле с ними были погребены и сопровождавшие их педагоги и медицинские сестры, погибшие под бомбёжкой.

## Память

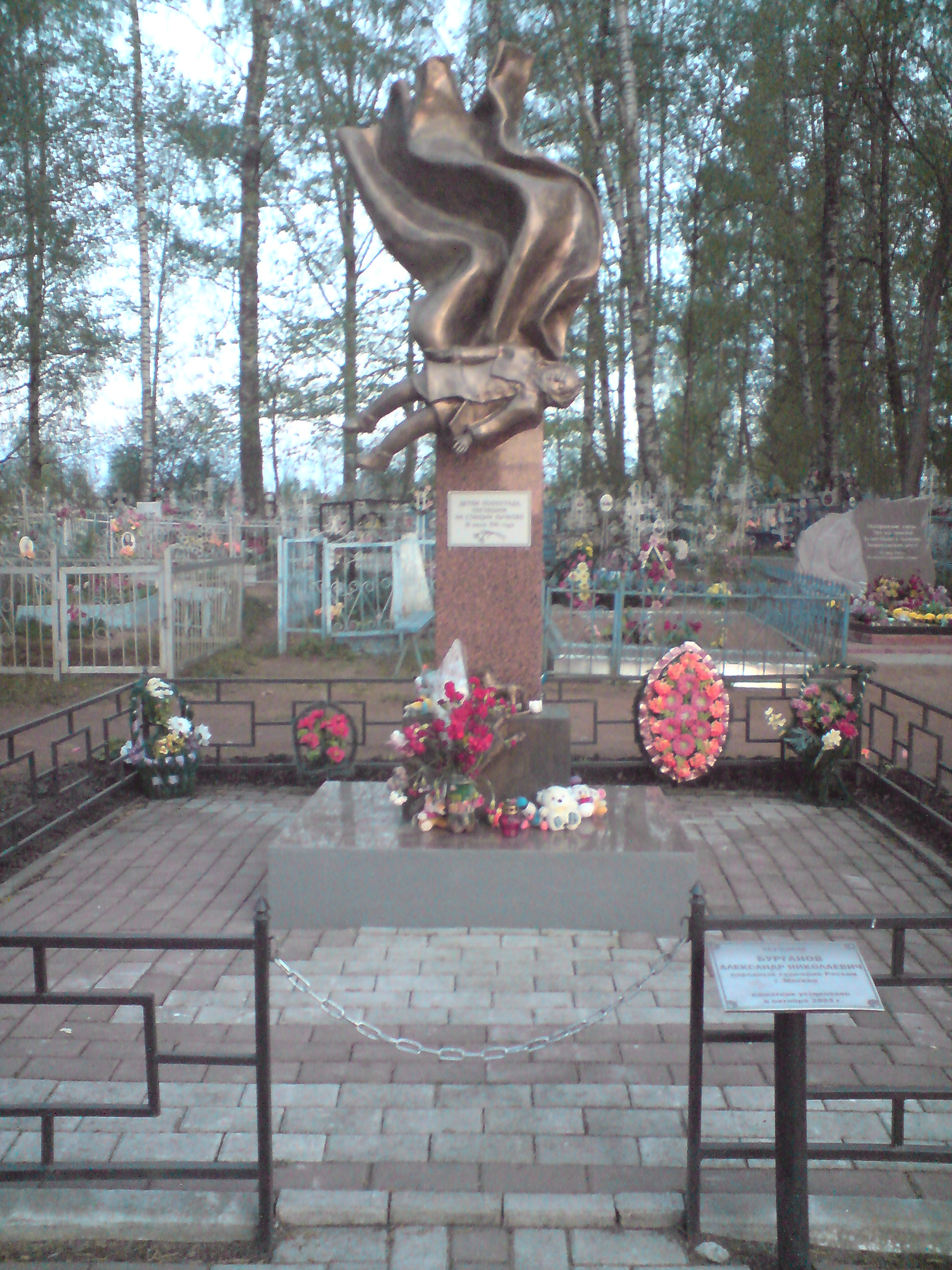
Памятник Ленинградским детям на лычковском кладбище работы А. Н. Бурганова

Трагедия на станции Лычково в течение длительного времени оставалась забытой. 9 мая 2002 года в программе Первого канала «Доброе утро» прошел сюжет о трех лычковских женщинах, ухаживающих за братской могилой. Передача вызвала широкий общественный резонанс, и 9 мая 2003 года возле братской могилы был установлен памятник, созданный московским скульптором, народным художником России А. Н. Бургановым. Скульптура состоит из нескольких частей. На гранитной плите установлено отлитое из бронзы пламя взрыва, подбросившего в воздух ребёнка. У подножия плиты — оброненные им игрушки. Высота скульптурной композиции составляет около трех метров.
В селе Лычково могилка одна.

И женщина рядом сидит.

Слезу вытирая, с любовью тихонько

Кому-то она говорит:

«Ну здравствуйте, милые дети мои.

К вам снова сегодня пришла.

Цветочки, игрушки, конфетки опять,

Кровинушки, вам принесла.Неизвестный автор

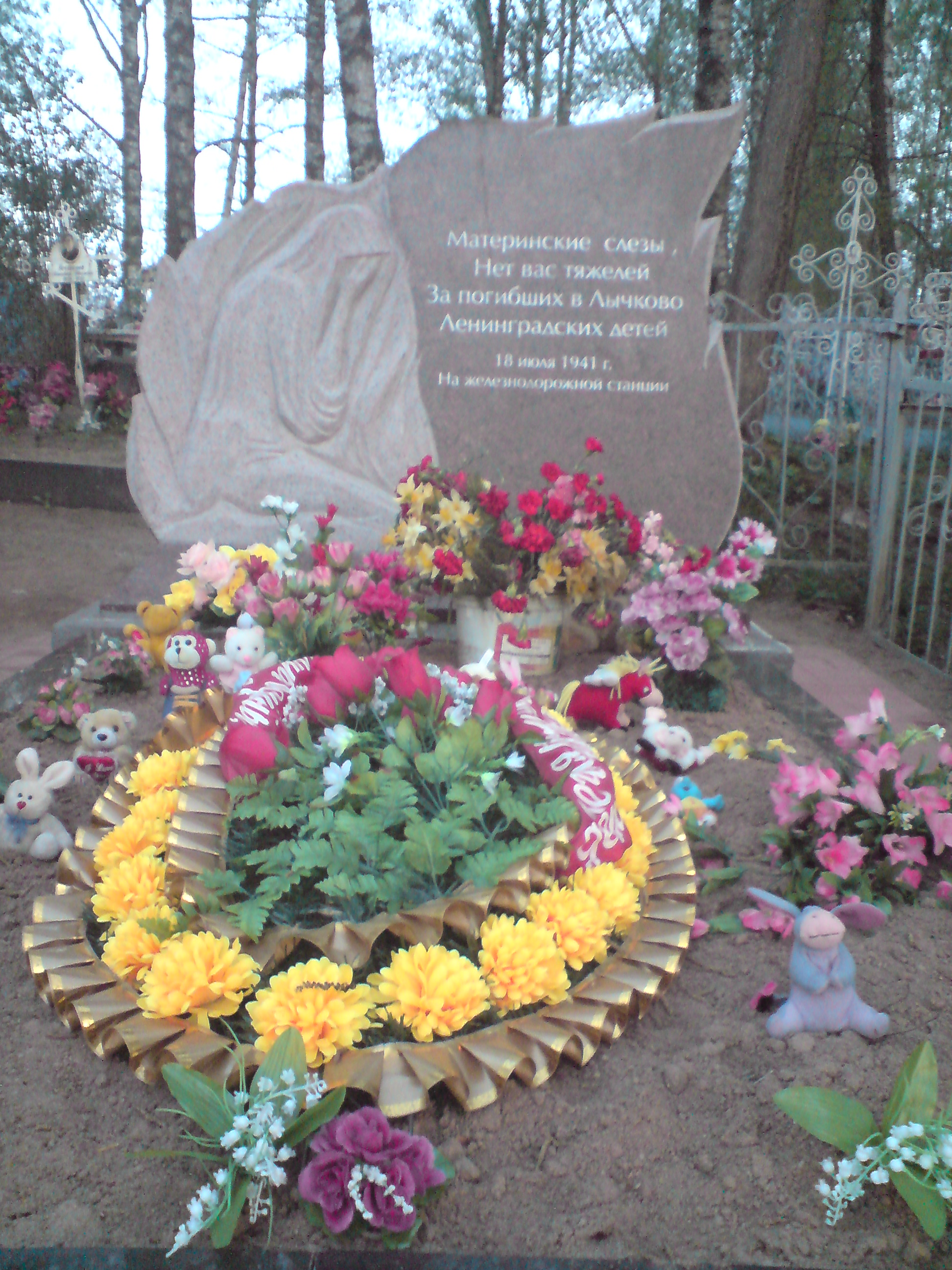
Могила Ленинградских детей

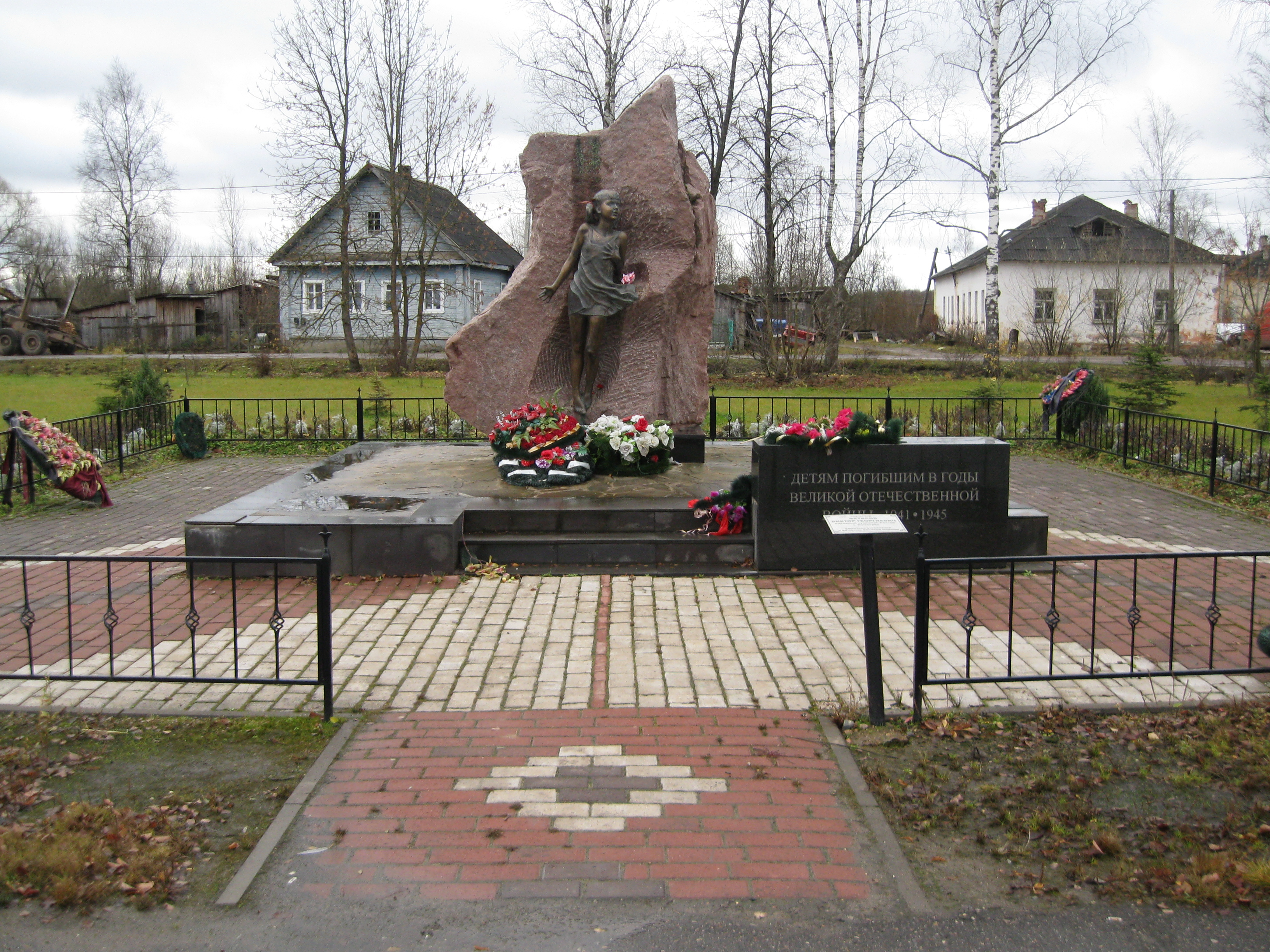
Памятник «Дети войны» — детям, погибшим на станции Лычково во время Великой Отечественной войны 18 июля 1941 года в ходе бомбардировки фашистской авиацией, открытый 4 мая 2005 года

Благодаря инициативе Лычковского актива ветеранов и жителей посёлка, поддержке районного Совета Ветеранов и местных властей, а также отклику многих организаций и частных лиц, 4 мая 2005 года, в канун празднования 60-летия Великой Победы в селе Лычково состоялась торжественная церемония открытия мемориала «Дети войны». Мемориальный комплекс представляет собой глыбу красного гранита весом в 13 тонн, высотой 3,5 метра. В неё вмонтирована бронзовая фигура девочки, левой рукой держащейся за сердце. Кроме этого, в комплекс входит чёрный гранитный куб, на котором выбита надпись «Детям, погибшим в годы Великой Отечественной войны 1941—1945». Основание мемориала выполнено из чёрного полированного гранита, ступени и площадка вокруг него облицованы мрамором. Работу над монументом вёл волгоградский скульптор, народный художник России, Герой Социалистического Труда Виктор Георгиевич Фетисов.
4 мая 2009 года на Лычковском кладбище над братской могилой детей была открыта надгробная плита-памятник «Скорбящая ленинградская мать», который был изготовлен по инициативе школьников из ДЮОО «Память сердца» петербургским скульптором В. Н. Гончаровым. В этот же день на железнодорожном вокзале станции Лычково Октябрьской железной дороги открыта мемориальная доска.
В Лычково работает военно-исторический музей, в основу которого положена экспозиция, посвящённая созданию памятника.
В 2014 году художник Виктор Алексеев, непосредственный участник событий и один из выживших детей, написал картину «Ленинградские дети», которая находится в данный момент в Государственном мемориальном музее обороны и блокады Ленинграда.